# Fritz Wehner
 Der er for få eller ingen kildehenvisninger i denne artikel, hvilket er et problem. Du kan hjælpe ved at angive troværdige kilder til de påstande, som fremføres i artiklen.

Fritz Wehner (født 31. december 1975), er en dansk danser, koreograf og musiker. 
Flere danske bands/artister har brugt Fritz Wehner som koreograf/danser/idemand. Blandt disse kan nævnes: Hampenberg, Me & My, Tiggy, Zindy, Sound of Seduction, Pakito, Camille Jones, Run4Fun, Yaki-Da, Ann Lee, Samantha Fox, Cut'N'Move, Los Umbrellos, Cargo, Hit'n'Hide, Infernal, Jacki Graham, Jox, Aqua, Space Brothers, Zoom, Anna David, Niklas, Fætr, Albert Dyrlund.  
Wehner har en national og international karriere, som har ført ham verden rundt med forskellige shows, bl.a. verdens største live Tv-show "Miss World Final" med ikke færre end 400 mio. seere.
Herudover er Fritz afvikler/koreografen/idemand ved nationale og internationale modeshows og var bl.a. en af hovedkræfterne bag opstarten af Show Academy. 
I 1999 startede han sideløbende med dansen som tourmanager for forskellige danske og udenlandske bands. Heriblandt nogle af ovenstående men også navne som Niklas, Joey Moe. Efter tiden med Hampenberg, startede han bandet Yellov som hurtigt opnåede hitlisteplaceringer på bl.a. dancecharten.
Indenfor dansens verden startede han i 2007 danseskolen Love2dance. Love2dance har dansestudier i Solrød, Køge, Lyngby, Gladsaxe, Rødovre, Ishøj og Ølstykke.  
Love2dance blev "dansepartner" i 2016 på Vi Elsker 90érne og leverer dansere og shows til indenlandske og udenlandske artister i samarbejde med Vi Elsker 90érne. 
15/3-2016 fik Fritz Wehner sønnen Alexander Ziggy Dyring Wehner, sammen med Julie Dyring.  